# Joel Murray
Joel Murray (n. 17 aprilie 1963, Wilmette⁠(d), Cook County, Illinois, SUA) este un actor de comedie american. Este cunoscut pentru rolurile sale din serialele de televiziune Mad Men, Grand⁠(d), Love & War⁠(d), Dharma & Greg⁠(d), Still Standing⁠(d) și Shameless⁠(d). De asemenea, a apărut în filme precum Dumnezeu să binecuvânteze America⁠(d) și Universitatea monștrilor.

## Biografie
Murray s-a născut și a copilărit în Wilmette, Illinois⁠(d), fiul lui Lucille (născută Collins; 1921 – 1988), un funcționar poștal, și al lui Edward Joseph Murray al II-lea (1921 – 1967), un vânzător de cherestea. A crescut într-o familie irlandeză de confesiune catolică.
Născut într-o familie cu nouă copii, acesta este fratele mai mic al actorilor Bill Murray, Brian Doyle-Murray și John Murray. Fratele său Ed a murit în 2020.  Tatăl lor a murit în 1967 la vârsta de 46 de ani ca urmare a unor complicații cauzate de diabet.
În timpul studiilor de liceu la Academia Loyola⁠(d), Murray a fost căpitanul echipei de fotbal și actor principal în una dintre piesele de teatru muzical ale școlii. Cariera sa în divertisment a început în Chicago, Illinois, unde a jucat la diferite teatre de improvizație, inclusiv Improv Olympic⁠(d), Improv Institute⁠(d) și The Second City⁠(d).

## Cariera
Murray a fost vocea mascotei Chester Cheetah⁠(d) a companiei Cheetos de la introducerea personajului în 1986 până în 1997. A fost înlocuit de Pete Stacker în 1997.
În 1989, Murray a interpretat un rol la Second City (71st Revue) în piesa The Gods Must Be Lazy.
Murray a jucat în serialul de televiziune Grand din 1990, serialul de comedie din 1991 Pacific Station, serialul de comedie Love & War în rolul Ray Litvak și serialul ABC Dharma & Greg în rolul lui Pete Cavanaugh. Murray a apărut și în reclame pentru banca First Chicago NBD⁠(d). A fost actor de voce în serialele animate Beethoven⁠(d) și 3-South⁠(d). A obținut un rolul secundar în sitcomul CBS Still Standing. L-a interpretat pe Eddie Jackson în serialul  Shameless al companiei Showtime în 2011.
Primul rol de film al lui Murray a fost în filmul de comedie din 1986 O vară nebună⁠(d) în rolul lui George Calamari. A apărut în Poveste trăsnită de Crăciun (1988) împreună cu frații săi Bill, Brian și John. 
A apărut în filmul  Shakes the Clown⁠(d) (1992) alături de actorii Bob Goldthwait⁠(d) și Tom Villard⁠(d). L-a interpretat pe Freddy Rumsen⁠(d) în sezoanele I, II, IV, V și VII ale serialului AMC Man Men. A avut roluri în seriale de televiziune precum Dădaca, Joan din Arcadia⁠(d), Doi bărbați și jumătate, Malcolm in the Middle⁠(d), Minți criminale⁠(d) și Blossom⁠(d).
În filmul Dumnezeu să binecuvânteze America din 2012, acesta îl interpretează pe Frank, un bărbat dezgustat de superficialitatea și josnicia societății americane, care decide să comită își masacreze propriii concetățeni. În filmul Universitatea monștrilor, acesta este vocea lui Don Carlton, un monstru-student de vârstă mijlocie.
În aprilie 2014, Murray l-a înlocuit pe Chip Esten⁠(d) în grupul de comedie de improvizație Whose Live Anyway? și a apărut în emisiunea Whose Line Is It Anyway?⁠(d) alături de Ryan Stiles, Greg Proops⁠(d) și Jeff B. Davis⁠(d). De asemenea, l-a interpretat pe Ted în filmul de groază-comedie Bloodsucking Bastards⁠(d).

## Viața personală
Murray este căsătorit cu Eliza Coyle din 1989 și au împreună patru copii. Acesta și frații săi dețin un restaurant intitulat Murray Brothers „Caddyshack” (condus de fratele său Andy), designul său fiind influențat de filmul de comedie din 1980⁠(d). Restaurantul este situat în stațiunea World Golf Village⁠(d) de lângă St. Augustine., Florida.

## Filmografie
| An        | Titlu                                  | Rol                       | Note                                             |
| --------- | -------------------------------------- | ------------------------- | ------------------------------------------------ |
| 1986      | One Crazy Summer                       | George Calamari           | Debut în film                                    |
| 1987      | Long Gone                              | Bart Polanski             | Film de televiziune                              |
| 1988      | Scrooged                               | Guest                     |                                                  |
| 1989      | Elvis Stories                          | Shopping Elvis / Paul     | Scurtmetraj                                      |
| 1990      | Men Will Be Boys                       | Jerry                     | Film de televiziune                              |
| 1990      | Grand                                  | Norris Weldon             | 26 de episoade                                   |
| 1991      | Shakes the Clown                       | Milkman                   |                                                  |
| 1991–1992 | Pacific Station                        | Capt. Ken Epstein         | 13 episoade                                      |
| 1992      | Blossom                                | Doug LeMeure              | Episodul: "House Guests"                         |
| 1992      | Only You                               | Bert                      |                                                  |
| 1992–1995 | Love & War                             | Ray Litvak                | 67 de episoade                                   |
| 1994      | Beethoven                              | Beethoven (voice)         | Serial de televiziune                            |
| 1995      | Road Warriors                          | Dick Durkee               | Film de televiziune                              |
| 1995      | Partners                               | Ron Wolfe                 | Episodul: "Who's Afraid of Ron and Cindy Wolfe?" |
| 1996      | Mr. & Mrs. Smith                       | Bob Myers                 | Episodul: "The Bob Episode"                      |
| 1996      | Encino Woman                           | Mr. Jones                 | Film de televiziune                              |
| 1996      | The Cable Guy                          | Basketball Player         |                                                  |
| 1997      | The Nanny                              | Val's Date                | Episodul: "The Fifth Wheel"                      |
| 1997–2002 | Dharma & Greg                          | Pete Cavanaugh            | 119 de episoade                                  |
| 2000      | The Thin Pink Line                     | Bartender                 |                                                  |
| 2000      | Buzz Lightyear of Star Command         | Professor Triffid (voice) | 2 episoade                                       |
| 2000–2002 | Baby Blues                             | Carl Bitterman (voice)    | 13 episoade                                      |
| 2001      | The Drew Carey Show                    | Bob                       | Episodul: "Mr. Laffoon's Wild Ride"; uncredited  |
| 2002      | It's All About You                     | Taxi Driver               |                                                  |
| 2002–2004 | Teamo Supremo                          | Helius Inflato (voice)    | 4 episoade                                       |
| 2002      | 3 South                                | Various (voice)           | Serial de televiziune                            |
| 2002      | John Doe                               | Dante Langenhan           | Episodul: "Mind Games"                           |
| 2003      | Titletown                              |                           | Film de televiziune                              |
| 2003      | Malcolm in the Middle                  | Larry                     | Episodul: "Hal's Friend"                         |
| 2003      | Nobody Knows Anything!                 | Robber #1                 |                                                  |
| 2003–2006 | Still Standing                         | Danny 'Fitz' Fitzsimmons  | 24 de episoade                                   |
| 2004      | Joan of Arcadia                        | Balloon Sculptor / God    | Episodul: "Vanity, Thy Name Is Human"            |
| 2005      | See Anthony Run                        | Mr. Randall               | Scurtmetaj                                       |
| 2006      | Hatchet                                | Doug Shapiro              |                                                  |
| 2007      | American Body Shop                     | Bank Manager              | Episodul: "Shop for Sale"                        |
| 2007–2013 | Two and a Half Men                     | Various                   | 5 episoade                                       |
| 2007–2014 | Mad Men                                | Freddy Rumsen             | 15 episoade                                      |
| 2008      | The Tiffany Problem                    | Mr. Reynolds              | Scurtmetraj                                      |
| 2008      | Criminal Minds                         | Attorney General          | Episodul: "Minimal Loss"                         |
| 2008      | Cold Case                              | Bobby Kent                | Episodul: "One Small Step"                       |
| 2009      | Awaydays                               | Rugger Bugger 1           |                                                  |
| 2009      | Mending Fences                         | Sam Bridgewater           | Film de televiziune                              |
| 2010      | Hatchet II                             | Shapiro                   | Necreditat                                       |
| 2010      | My Boys                                | Crowley                   | 2 episoade                                       |
| 2011      | Shameless                              | Eddie Jackson             | 9 episoade                                       |
| 2011      | Criminal Minds: Suspect Behavior       | Medical Examiner          | Episodul: "Smother"                              |
| 2011      | The Artist                             | Police Officer Fire       |                                                  |
| 2011      | God Bless America                      | Frank                     |                                                  |
| 2012      | It's Always Sunny in Philadelphia      | Andrew Krane              | Episoul: "Frank's Back in Business"              |
| 2013      | Monsters University                    | Don Carlton (voice)       |                                                  |
| 2015      | The McCarthys                          | Ray                       | Episodul: "Sister Act"                           |
| 2015      | Bloodsucking Bastards                  | Ted                       |                                                  |
| 2015–2016 | Mike & Molly                           | Dr. Jeffries              | Episoadele: "Pie Fight" and "Cops on the Rocks"  |
| 2015–2017 | The Leftovers                          | George Brevity            | 2 episoade                                       |
| 2016      | Sophie and the Rising Sun              | Sheriff Cooper            |                                                  |
| 2016      | Mr. Pig                                | Gringo                    |                                                  |
| 2016      | Hidden America with Jonah Ray          | Pete                      | Episodul: "Chicago: The Second Best City"        |
| 2016      | Ghostbusters                           | Security Guard            | Necreditat                                       |
| 2016      | Killing Reagan                         | Edwin Meese               | Film de televiziune                              |
| 2017      | Shrink                                 | Rollie                    | 7 episoade                                       |
| 2017      | American Gods                          | Mr. Paunch                | Episodul: "The Bone Orchard"                     |
| 2017      | The Big Bang Theory                    | Doug                      | Episodul: "The Recollection Dissipation"         |
| 2017      | Curb Your Enthusiasm                   | Bus Driver #1             | Episodul: "Namaste"                              |
| 2018      | Grey's Anatomy                         | Agent Martin Fields       | Episodul: "Beautiful Dreamer"                    |
| 2018      | Bobcat Goldthwait's Misfits & Monsters | Col. Douglas              | Episodul: "Patsy"                                |
| 2019      | Lodge 49                               | Doug Fife                 | Episodul: "The Slide"                            |
| 2020      | AJ and the Queen                       | Motorcycle Cop            | Episodul: "Columbus"                             |
| 2020      | The Conners                            | Jim                       | Episodul: "Bridge Over Troubled Conners"         |
| 2020      | Monuments                              | Steven Lesca              |                                                  |
| 2021      | Heels                                  | Eddie Earl                | 5 episoade                                       |
| 2022      | Bob Hearts Abishola                    | Max Wheeler               | Episodul: "Bibles to Brothels"                   |